# Gloomy Boyz
Gloomy Boyz ist eine deutsche Hip-Hop-Formation, die erstmals 2015 in Erscheinung getreten ist. Sie sind Vertreter der Trap-Musik, einem Subgenre des Hip-Hop. Die Gruppe besteht aus den beiden Rappern Lil Creep und Lord Nakko, die sich sonst Casper bzw. MontanaMax nennen, sowie ihrem Beat-Produzenten DJ Krypt (bürgerlich Markus Ganter).
Ihre bisher einzige Veröffentlichung ist die EP Auz der Grvft von Dezember 2015, die ein Feature mit Nico von K.I.Z enthält, der sich hier Young Lit nennt.
Die EP sollte ursprünglich nicht digital erwerblich sein und nur in limitierter Auflage erscheinen. Sie wurde dann am 7. Dezember 2015 doch auf ihrem YouTube-Kanal veröffentlicht und ist auch noch in ihrem Shop erhältlich.

## Diskografie
EP: Auz der Grvft
- Duck Dich (Doom Gang)
- Keiner
- Schwarze Shirts & Jeans
- Lass die Scheine fliegen
- Tief und langsam